# Howling at the Moon (Sha-La-La)
Howling at the Moon (Sha-La-La) – singel zespołu Ramones promujący album Too Tough to Die, wydany w 1984.

## Lista utworów
Wersja amerykańska (12"):
1. „Howling at the Moon (Sha-La-La)” (Dee Dee Ramone) – 4:06
2. „Chasing the Night” (Busta Cherry Jones/Joey Ramone/Dee Dee Ramone) – 4:25

Wersja francuska (7"):
1. „Howling at the Moon (Sha-La-La)” (Dee Dee Ramone) – 4:06
2. „No Go” (Joey Ramone) – 3:03

Wersja brytyjska (12"):
1. „Howling at the Moon (Sha-La-La)” (Dee Dee Ramone) – 4:06
2. „Smash You” (Ramones) – 2:23
3. „Street Fighting Man” (Mick Jagger/Keith Richards) – 2:56

Wersja holenderska (7"):
1. „Howling at the Moon (Sha-La-La)” (Dee Dee Ramone) – 4:06
2. „Smash You” (Ramones) – 2:23

Wersja hiszpańska (7"):
1. „Howling at the Moon (Sha-La-La)” (Dee Dee Ramone) – 4:06
2. „Wart Hog” (Dee Dee Ramone/Johnny Ramone) – 1:54

## Skład
- Joey Ramone – wokal
- Johnny Ramone – gitara, wokal
- Dee Dee Ramone – gitara basowa, wokal
- Richie Ramone – perkusja

Gościnnie:
- Walter Lure – gitara
- Benmont Tench – instr. klawiszowe
- Jerry Harrison – syntezator w „Howling at the Moon (Sha-La-La)”